# خانه سراج‌الملک
خانه سراج الملک مربوط به دوره قاجار است و در تهران، خیابان امیرکبیر، کوچه سراج المک، فرعی حمام سراج الملک، پلاک ۳۷ واقع شده و این اثر در تاریخ ۲۸ اسفند ۱۳۸۵ با شمارهٔ ثبت ۱۸۶۷۶ به‌عنوان یکی از آثار ملی ایران به ثبت رسیده است.